# Tanya Luhrmann
Tanya Marie Luhrmann, född 1959, är en amerikansk antropolog känd för sina studier av hur människor upplever Gud och det övernaturliga. Hon studerar också psykiatriska diagnoser och hur olika sätt att förstå medvetandet påverkar människors upplevelser.
Luhrmann är professor vid Stanford University. Hon valdes in i American Philosophical Society år 2022.

## Utbildning och karriär
Luhrmann tog sin examen i folklore och mytologi vid Harvard-Radcliffe 1981 och doktorerade i socialantropologi vid Universitetet i Cambridge 1986 med en studie om moderna häxor i England, publicerad som Persuasions of the Witch’s Craft, 1989.
Därefter forskade hon om den zoroastriska minoriteten parsis i Indien, vilket resulterade i The Good Parsi (1996), och senare om motsättningar mellan psykoanalytisk och biomedicinsk psykiatri i USA i Of Two Minds (2000). Hennes fjärde bok, When God Talks Back (2012), analyserar hur evangeliska kristna upplever en personlig relation till Gud genom bön och visualisering. 
Hennes övriga projekt inkluderar en studie om hur hemlöshet påverkar människor diagnoserade med schizofreni, och en intervjustudie där hon jämförde upplevelsen av rösthallucinationer i USA, Indien och Ghana.
Luhrmann har varit professor vid UC San Diego, University of Chicago och sedan 2007 vid Stanford University. Hon är invald i American Academy of Arts and Sciences sedan 2003, har varit ordförande för Society for Psychological Anthropology och mottagit flera prestigefulla utmärkelser, bland annat Guggenheimstipendiet.

## Privatliv
Tanya Luhrmann växte upp i New Jersey. Hon har två systrar, inklusive barnboksförfattaren Anna Dewdney.
Luhrmann är gift med Richard Saller, tillförordnad rektor vid Stanford University.

## Publikationer i urval
- Luhrmann, Tanya M. (1989) Persuasions of the Witch’s Craft. Cambridge, MA: Harvard University Press.
- Luhrmann, Tanya M. (1996) The Good Parsi: the postcolonial anxieties of an Indian colonial elite. Cambridge, MA: Harvard University Press.[19]
- Luhrmann, Tanya M. (2000) Of two minds: The growing disorder in American psychiatry. New York, NY: Alfred A. Knopf, Inc.[20]
- Luhrmann, Tanya M. (2004) "Metakinesis: How God Becomes Intimate in Contemporary U.S. Christianity". American Anthropologist 106:3:518-528.
- Luhrmann, Tanya M. (2012) When God talks back: Understanding the American Evangelical Relationship with God. New York, NY: Alfred A. Knopf, Inc.
- Luhrmann, Tanya M. (Editor) and Marrow, Jocelyn (Editor) (2016) Our Most Troubling Madness: Case Studies in Schizophrenia across Cultures. Oakland, CA : University of California Press
- Luhrmann, Tanya M. (2022) How God Becomes Real: Kindling the Presence of Invisible Others. Princeton, NJ: Princeton University Press.[21]

## Intervjuer
- Luhrmann, Tanya; Fortier, Martin (2017). ”The anthropology of mind: Exploring unusual sensations and spiritual experiences across cultures. An interview with Tanya Luhrmann”. ALIUS Bulletin 1:  sid. 25–36. doi:10.34700/7ppf-h459.